# Hæren (Danimarca)
L'Esercito reale danese (in danese Hæren, in faroese Herurin, in groenlandese Sakkutuut) è l'arma terrestre della Difesa danese, insieme alla Guardia nazionale danese. Nell'ultimo decennio, l'esercito reale danese ha subito una massiccia trasformazione di strutture, equipaggiamento e metodi di addestramento, abbandonando il suo tradizionale ruolo di difesa anti-invasione e concentrandosi invece sulle operazioni fuori area riducendo, tra le altre iniziative, le dimensioni delle componenti arruolate e di riserva e aumentando la componente attiva (esercito permanente), passando dal 60% di struttura di supporto e 40% di capacità operativa, al 60% di capacità operativa di combattimento e al 40% di struttura di supporto. Quando sarà pienamente attuato, l'esercito danese sarà in grado di dispiegare continuamente 1.500 soldati in tre diversi continenti, o 5.000 soldati per un periodo di tempo più breve, in operazioni internazionali senza bisogno di misure straordinarie come l'approvazione parlamentare di un disegno di legge sul finanziamento della guerra.

## Storia
Fondato nel 1614, sulla scia della guerra di Kalmar, l'esercito reale danese venne originariamente progettato per prevenire conflitti e guerre, mantenere la sovranità della Danimarca e proteggere i suoi interessi. Con il tempo, questi obiettivi si sono sviluppati comprendendo anche la necessità di proteggere la libertà e lo sviluppo pacifico nel mondo nel rispetto dei diritti umani.

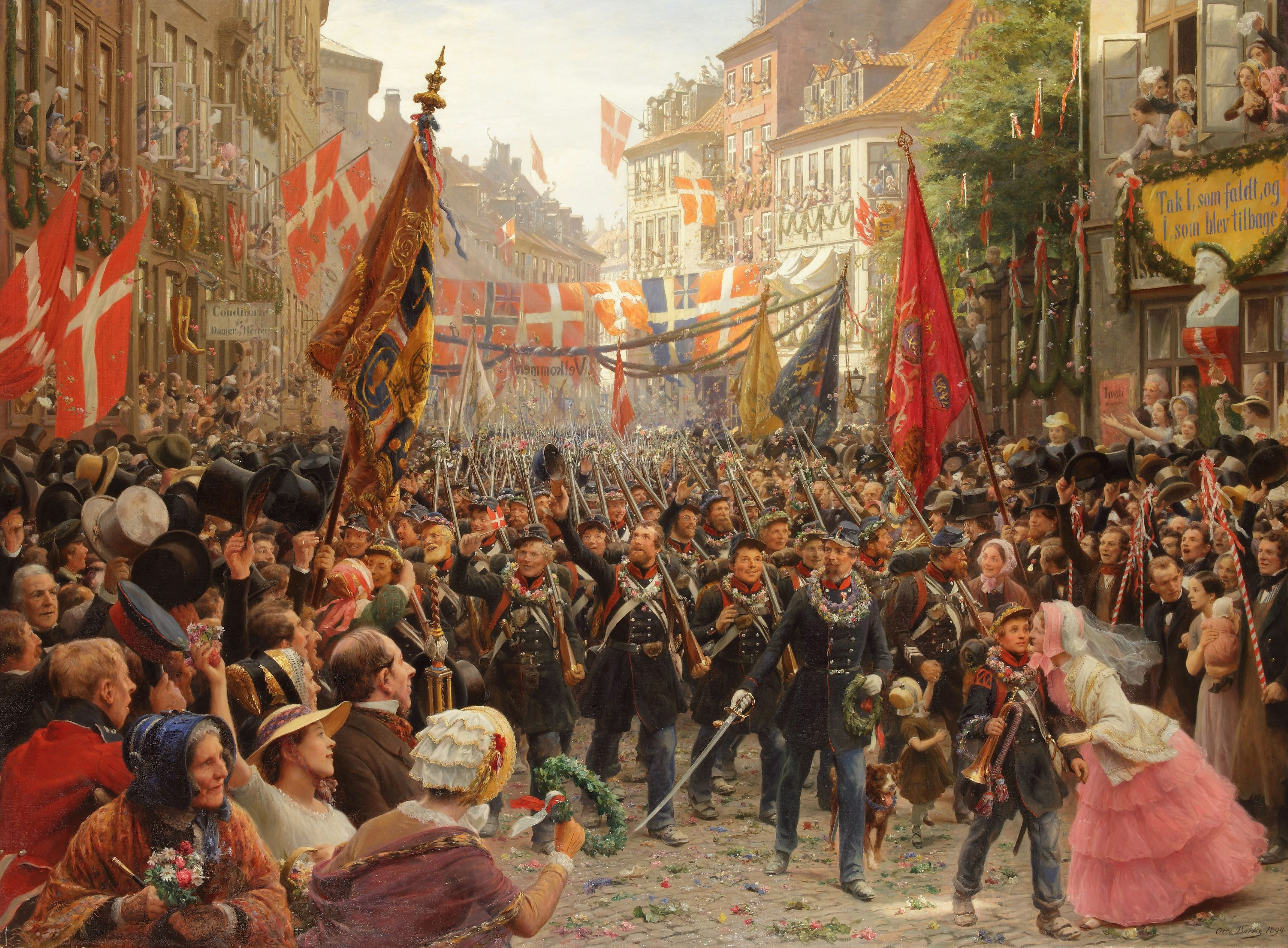
I veterani militari danesi sono accolti a casa e salutati come vincitori per le strade di Copenaghen, al ritorno dalla prima guerra dello Schleswig, 1849. Lo striscione recita "Grazie a voi che siete caduti e a voi che siete sopravvissuti"

Il re danese rimase comandante in capo per tutto il periodo moderno, nella guerra dei trent'anni, nella guerra danese-svedese (1657–58) e nella guerra di Scania (1675–1679), nella Grande guerra del Nord (1700–1721), nella guerra del teatro del 1789/9 e nelle guerre napoleoniche. Nel 1815, tuttavia, come risultato della continua evoluzione e divisione del comando, vennero creati quattro comandi generali con il re come autorità suprema: Sealanda ed isole adiacenti, Fionia e Langeland, Jutland e i ducati di Schleswig e Holstein. Allo stesso tempo, la necessità di mantenere l'esercito in tempo di pace divenne pertinente e venne istituito il Comando operativo dell'esercito.
L'esercito reale danese è stato storicamente parte integrante della difesa della Danimarca e quindi coinvolto continuamente in guerre, schermaglie e battaglie per proteggere i suoi interessi. In particolare varie guerre territoriali con Svezia, Russia e Prussia, le guerre napoleoniche a fianco della Francia e la seconda guerra mondiale, polemicamente e notoriamente contro la volontà del governo danese, che aveva ordinato la resa immediata alla Germania. Nei tempi moderni l'esercito reale danese è diventato anche la spina dorsale delle missioni internazionali danesi, come quelle in Kosovo, Iraq e Afghanistan.

## Ai giorni nostri

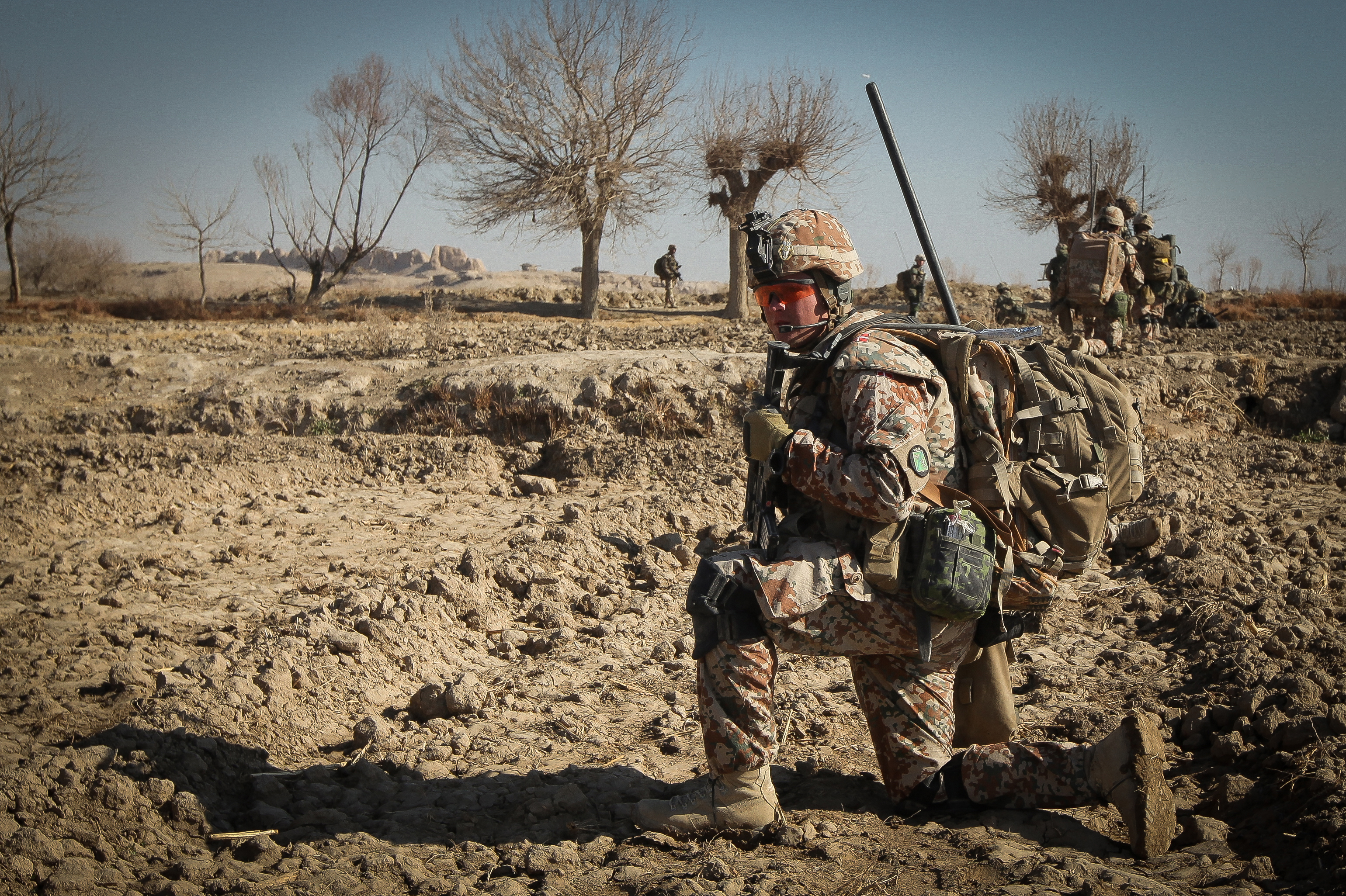
Un soldato danese perlustra le pianure afgane mentre si ferma durante una pattuglia a piedi nel distretto di Nahr-e Saraj, provincia di Helmand, Afghanistan, il 6 gennaio 2012

L'esercito reale danese è stato impegnato in una serie di operazioni di mantenimento della pace e di guerra non convenzionale delle Nazioni Unite e della NATO da quando venne coinvolto nelle guerre jugoslave sotto mandato delle Nazioni Unite nel 1994, in particolare nella famosa operazione Bøllebank. L'esercito reale danese è stato anche impegnato nella guerra del Kosovo e continua fino ad oggi a mantenere operazioni di mantenimento della pace in Kosovo come parte della Missione di amministrazione provvisoria delle Nazioni Unite in Kosovo (UNMIK), insieme alla Guardia nazionale danese. Inoltre, l'esercito reale danese venne coinvolto nella guerra in Iraq dal 2003 al 2007 con un significativo contingente di soldati responsabili della creazione e del mantenimento della pace nella provincia di Bassora, insieme agli inglesi.
La Danimarca perse il suo primo soldato in Iraq il 17 agosto 2003: Preben Pedersen, un caporale 34enne del Reggimento dragoni dello Jutland, divenne il primo soldato della coalizione non statunitense o britannico a morire nella guerra in Iraq. A partire dal 2001, l'esercito reale danese venne coinvolto anche nella guerra in Afghanistan. Negli ultimi anni, l'esercito reale danese e l'esercito britannico sono stati coinvolti in pesanti scontri con i talebani nella provincia di Helmand, dove circa 760 soldati danesi controllano un vasto contingente tattico. L'esercito danese ritirò le sue forze di combattimento dall'Afghanistan nel maggio 2014. Dopo che l'esercito nazionale afghano assunse la responsabilità della sicurezza in Afghanistan nel 2015, l'esercito danese fornì addestramento, consulenza e supporto per la sicurezza nell'ambito della Missione Sostegno Risoluto.
Nel tentativo di alleviare gli agenti di polizia a Copenaghen e al controllo di frontiera, i soldati danesi hanno sostituito gli agenti di polizia in luoghi diversi. Segnando la prima volta in 86 anni, i soldati venivano usati per mantenere l'ordine nelle città.

## Struttura dell'Esercito reale danese

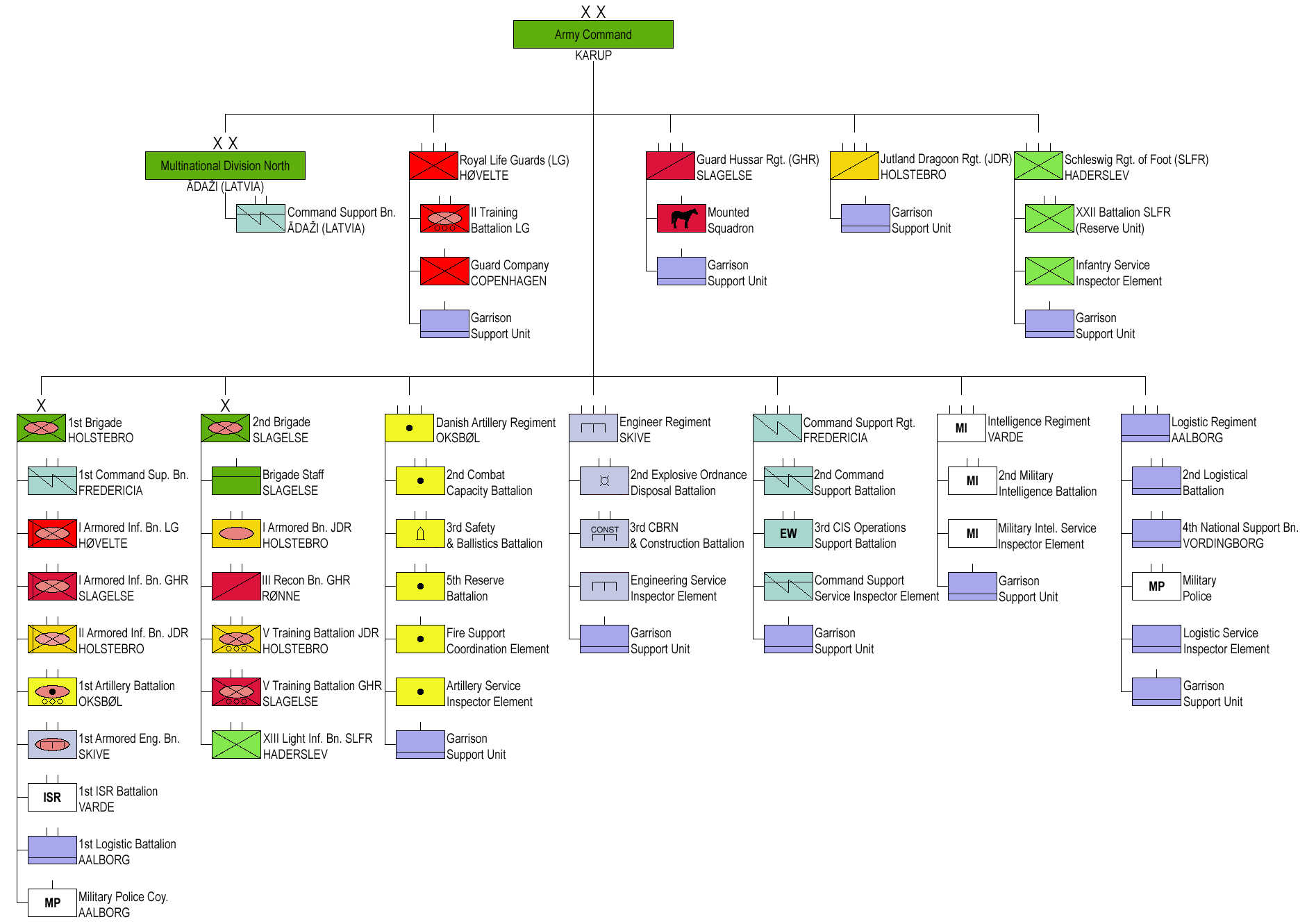
Struttura dell'esercito reale danese nel 2019

La struttura dell'esercito danese è cambiata nel 2015, lasciando la Divisione danese senza brigate o truppe di supporto direttamente sotto il suo comando. Le due brigate avevano solo il comando sui battaglioni di combattimento, poiché le unità di supporto al combattimento e di supporto logistico erano raggruppate sotto vari centri di supporto. La 1ª Brigata era composta da quattro battaglioni da combattimento e aveva il compito di fornire truppe per gli schieramenti internazionali. La 2ª Brigata era composta da cinque battaglioni ed era incaricata della difesa del territorio danese. I centri di supporto contenevano il supporto al combattimento dell'esercito, la logistica di combattimento e le unità di supporto generale. Questa struttura è stata modificata in
- Comando dell'Esercito, a Karup[7]
  - Quartier generali principali e unità di manovra da combattimento
    -  Multinational Division North, ad Ādaži (Lettonia)
    -  1ª Brigata, ad Holstebro
    -  2ª Brigata, a Slagelse

  - Reggimenti
    -  Reggimento d'Artiglieria danese, ad Oksbøl
    -  Reggimento del Genio, a Skive
    -  Reggimento Radio, a Fredericia
    -  Reggimento d'Addestramento, ad Aalborg
    -  Reggimento d'Intelligence, a Varde
    -  Guardia reale, a Høvelte
    -  Reggimento ussari della Guardia, a Slagelse
    -  Reggimento dragoni dello Jutland, a Holstebro
    -  Reggimento fanteria dello Schleswig, a Haderslev

## Equipaggiamento

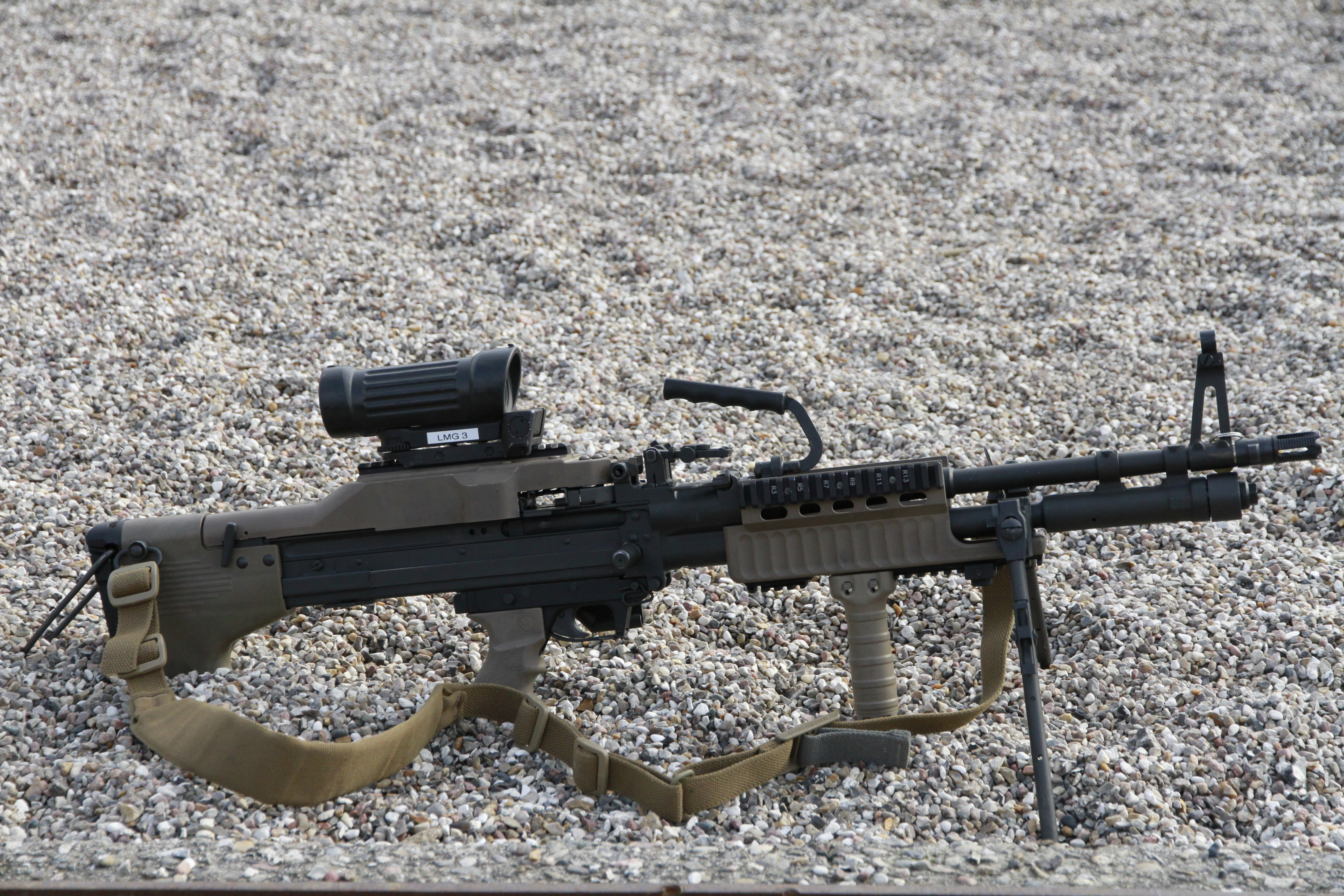
Mitragliatrice ad uso generale M60E6
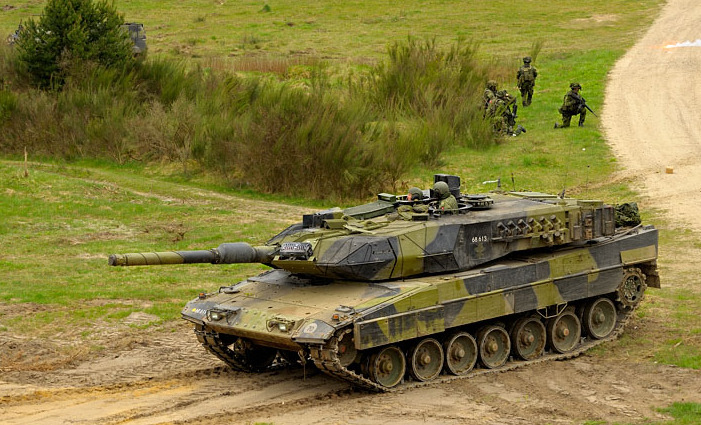
Carro armato da combattimento Leopard 2A7DK
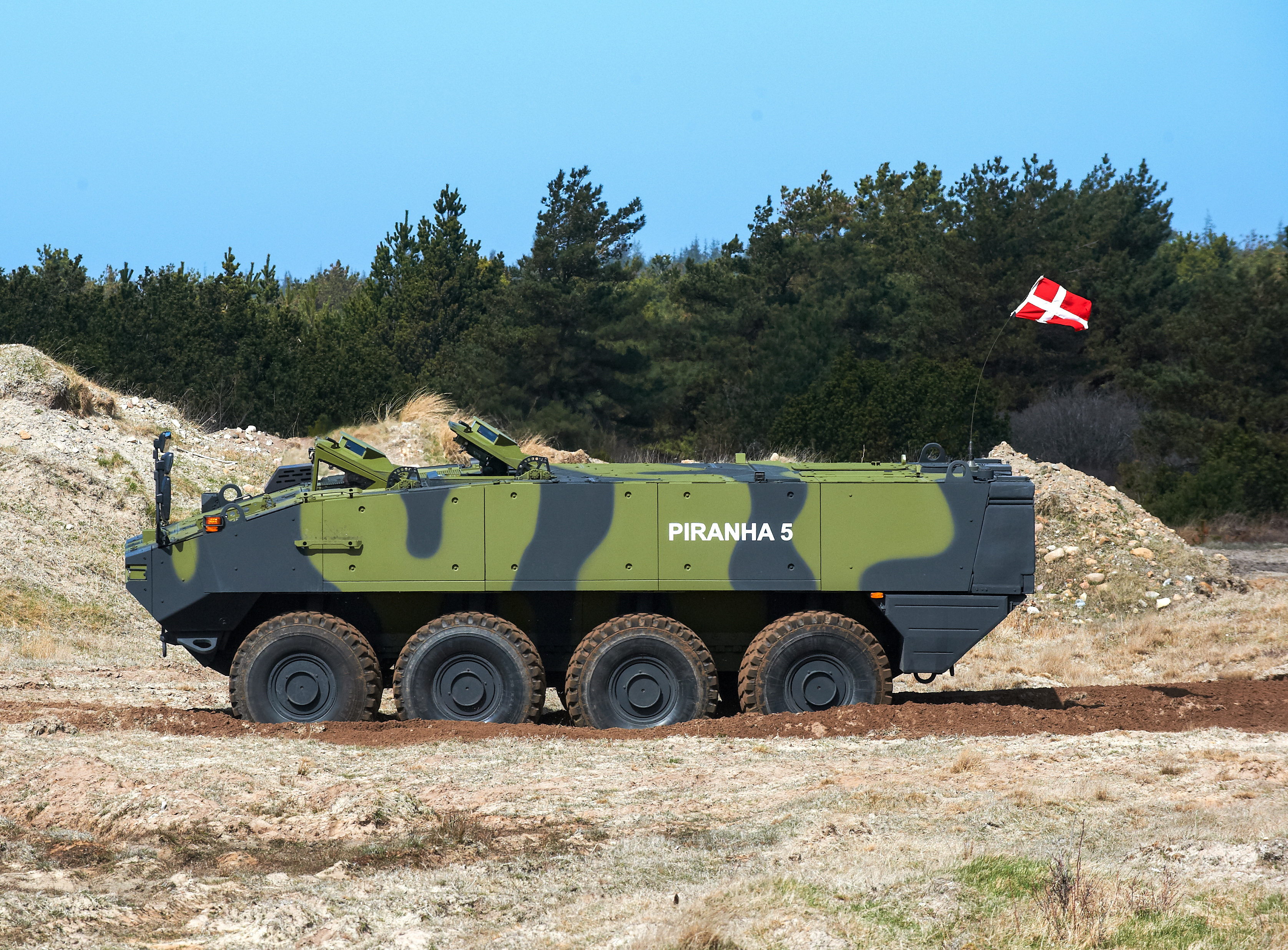
Mezzo corazzato Mowag Piranha V

## Truppe dell'Aviazione dell'Esercito
Le Truppe dell'Aviazione dell'Esercito danese (Hærens Flyvertropper) vennero stabilite nel 1923 seguendo il rapido sviluppo della tecnologia dei velivoli militari. Le truppe dell'aviazione usarono due squadroni di aeromobili di ricognizione Fokker C.V dal 1923 al 1932, quando vennero acquistati 17 caccia Gloster Gauntlet per formare due nuovi squadroni. Nel 1937, vennero costruiti dieci caccia Fokker D.XXI su licenza nella Fabbrica aerei dell'esercito reale di Værløse. Come risultato dell'istituzione dell'aeronautica reale danese nel 1950, le truppe dell'aviazione dell'esercito vennero sciolte e le attività trasferite al nuovo servizio. Durante la guerra fredda l'esercito creò il Corpo aeronautico dell'esercito reale (Hærens Flyvetjeneste) nel 1971 con 12 elicotteri leggeri d'osservazione Hughes OH-6 Cayuse. Nel 1974 vennero aggiunti altri 4 Hughes OH-6 Cayuse. Nel 1990 l'esercito comprò 12 Eurocopter Fennec come elicotteri controcarri. Ma con la fine della guerra fredda e la riduzione delle forze, i 12 Eurocopter Fennec AS 550 ed i 10 Hughes OH-6 Cayuse (entrambi come elicotteri utility) vennero trasferiti alla Squadriglia 724 dell'aeronautica nel 2003 e il servizio aereo dell'esercito venne sciolto.

## Gradi ed insegne militari
Ogni reggimento e corpo ha insegne distintive, come un distintivo, dei berretti, mostrine d'addestramento o una fascia stabile.
Ufficiali
| Codice NATO                | OF-10   | OF-10           | OF-9            | OF-9         | OF-8         | OF-8           | OF-7           | OF-7   | OF-6   | OF-6           | OF-5           | OF-5  | OF-4  | OF-4    | OF-3           | OF-3            | OF-2            | OF-2            | OF-1     | OF-1     | OF-1     | OF-1           | OF-1           | OF-1           | OF(D)          | OF(D)          | OF(D)          | OF(D)                  | OF(D)                  | OF(D)                  | Ufficiale studente     | Ufficiale studente     | Ufficiale studente     | Ufficiale studente | Ufficiale studente | Ufficiale studente |
| -------------------------- | ------- | --------------- | --------------- | ------------ | ------------ | -------------- | -------------- | ------ | ------ | -------------- | -------------- | ----- | ----- | ------- | -------------- | --------------- | --------------- | --------------- | -------- | -------- | -------- | -------------- | -------------- | -------------- | -------------- | -------------- | -------------- | ---------------------- | ---------------------- | ---------------------- | ---------------------- | ---------------------- | ---------------------- | ------------------ | ------------------ | ------------------ |
| Haeren                     |         |                 |                 |              |              |                |                |        |        |                |                |       |       |         |                |                 |                 |                 |          |          |          |                |                |                |                |                |                |                        |                        |                        |                        |                        |                        |                    |                    |                    |
| General                    | General | Generalløjtnant | Generalløjtnant | Generalmajor | Generalmajor | Brigadegeneral | Brigadegeneral | Oberst | Oberst | Oberstløjtnant | Oberstløjtnant | Major | Major | Kaptajn | Kaptajn        | Premierløjtnant | Premierløjtnant | Premierløjtnant | Løjtnant | Løjtnant | Løjtnant | Sekondløjtnant | Sekondløjtnant | Sekondløjtnant | Sekondløjtnant | Sekondløjtnant | Sekondløjtnant | Sergent (Officerselev) | Sergent (Officerselev) | Sergent (Officerselev) | Sergent (Officerselev) | Sergent (Officerselev) | Sergent (Officerselev) |                    |                    |                    |
| Livello stipendiale danese |         |                 | M406            | M406         | M405         | M405           | M404           | M404   | M403   | M403           | M402           | M402  | M401  | M401    | M332 M331 M322 | M332 M331 M322  | M321            | M321            | M312     | M312     | M312     | M311           | M311           | M311           | M310           | M310           | M310           | M310                   | M310                   | M310                   |                        |                        |                        |                    |                    |                    |

Altri gradi militari
| Codice NATO                | OR-9             | OR-9             | OR-9        | OR-9        | OR-9        | OR-9          | OR-8          | OR-8        | OR-7        | OR-7    | OR-6    | OR-6    | OR-6                   | OR-6                   | OR-6                   | OR-6     | OR-5     | OR-5     | OR-5     | OR-5                     | OR-5                     | OR-5          | OR-4          | OR-4          | OR-4          | OR-4          | OR-3          | OR-3      | OR-2      | OR-2 | OR-2 | OR-2 | OR-2 | OR-2 | OR-1 | OR-1 |
| -------------------------- | ---------------- | ---------------- | ----------- | ----------- | ----------- | ------------- | ------------- | ----------- | ----------- | ------- | ------- | ------- | ---------------------- | ---------------------- | ---------------------- | -------- | -------- | -------- | -------- | ------------------------ | ------------------------ | ------------- | ------------- | ------------- | ------------- | ------------- | ------------- | --------- | --------- | ---- | ---- | ---- | ---- | ---- | ---- | ---- |
| Haeren                     |                  |                  |             |             |             |               |               |             |             |         |         |         |                        |                        |                        |          |          |          |          |                          |                          |               |               |               |               |               |               |           |           |      |      |      |      |      |      |      |
| Hærchefsergenten           | Hærchefsergenten | Hærchefsergenten | Chefsergent | Chefsergent | Chefsergent | Seniorsergent | Seniorsergent | Oversergent | Oversergent | Sergent | Sergent | Sergent | Sergent (Officerselev) | Sergent (Officerselev) | Sergent (Officerselev) | Korporal | Korporal | Korporal | Korporal | Overkonstabel af 1. grad | Overkonstabel af 1. grad | Overkonstabel | Overkonstabel | Overkonstabel | Overkonstabel | Overkonstabel | Overkonstabel | Konstabel | Konstabel |      |      |      |      |      |      |      |
| Livello stipendiale danese | M232             | M232             | M232        | M232        | M232        | M232          | M231          | M231        | M221        | M221    |         |         |                        |                        |                        |          | M212     | M212     | M212     | M211                     | M211                     | M211          | M113          | M113          | M113          | M113          | M112          | M112      | M112      | M112 | M112 | M112 | M112 | M112 | M112 | M112 |

## Reggimenti disciolti dell'esercito reale danese

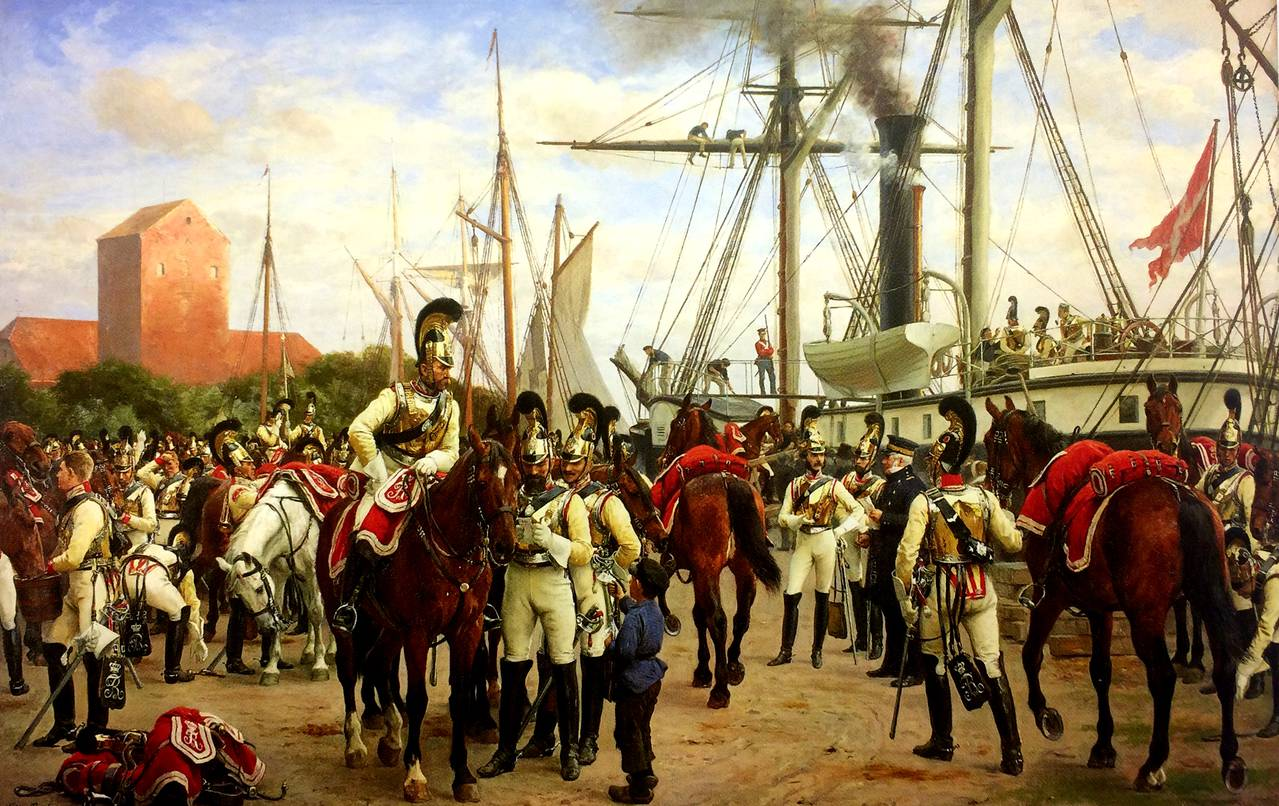
Dipinto dell'ex reggimento dell'esercito Livgarden til Hest

L'esercito, nel corso della sua lunga storia, ha avuto molti reggimenti diversi, che hanno cambiato nome, sono stati sciolti o sono stati amalgamati o fusi. Dalla fine della guerra fredda si sono verificati molti tagli alle spese dell'esercito, molti reggimenti sono stati ridimensionati e fusi. Allo stesso modo l'ulteriore sviluppo delle tattiche militari ha portato ad una razionalizzazione dei reggimenti.